# Häxkonster
Häxkonster är Terry Pratchetts sjätte roman i Skivvärlden-serien. Den gavs ut 1988 på engelska och på svenska första gången 1993 och andra gången 1998. Boken har blivit film och BBC har gjort en radioteater i fyra delar. Boken har även blivit teater regisserad av Stephen Briggs.

## Handling
Boken är i stort en parodi på William Shakespeares Macbeth. Häxkonster handlar om tre häxor: Mormor Vädervax, Nanna Ogg, matriark över klanen Ogg och ägare till världens ondskefullaste katt, Gråbo, och Viväcka Vitlöök, som tror på ockulta smycken, trots att de aldrig fungerar.
Kung Verence I av Lanker mördas av sin kusin, hertig Felmet, och kungens krona och baby, sedermera döpt till Tomjon, lämnas över till häxorna av en flyende tjänare. Häxorna lämnar över barnet och kronan till ett kringresande teatersällskap då de inser att ödet så småningom kommer att ha sin gång och prinsen kommer att återfå sitt kungarike.
Kungariket är dock irriterat och vill inte vänta 15 år på sin rättmätige kung så häxorna förflyttar det framåt i tiden. Under tiden har hertigen beslutat att låta skriva och framföra en pjäs som är fördelaktig för honom själv så han skickar sin hovnarr till Ankh-Morpork för att hyra det resande teatersällskapet som Tomjon är med.
Det går som det går med pjäsen men det finns ett problem, Tomjon vill inte bli kung.